# Obraz wroga

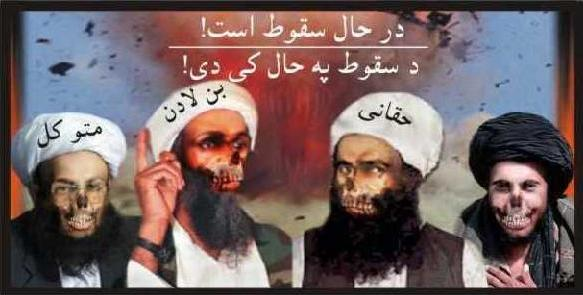
Współczesna amerykańska ulotka propagandowa skierowana przeciwko Talibom

Obraz wroga – wspólny wizerunek wroga wśród danej grupy społecznej, nierzadko pozbawiający go charakteru humanitarnego oraz typ profilowania opartego na uprzedzeniach, które pełne są stronniczości i kierują na wroga agresję i przemoc. W celu pogłębienia tychże awersów stosuje się wśród społeczności propagandę. Niemałą rolę w tym grają media, władze oraz inteligencja danego narodu bądź grupy społecznej. Przykładowo, po ataku na World Trade Center z 2001 roku agresja do Arabów nasiliła się po wystąpieniu George’a Busha zapowiadającego walkę z terroryzmem.